# Centrothele fisher
Centrothele fisher là một loài nhện trong họ Lamponidae. Loài này được phát hiện ở Queensland.